# Bistum Acireale
Das Bistum Acireale (lat.: Dioecesis Iaciensis, ital.: Diocesi di Acireale) ist eine Diözese der römisch-katholischen Kirche in Sizilien mit Sitz in Acireale. Sie gehört zur Kirchenprovinz Catania der Kirchenregion Sizilien und ist ein Suffraganbistum des Erzbistums Catania. Acireale ist ein „Partnerbistum“ der Diözese Rottenburg-Stuttgart.

## Geschichte
Das Bistum Acireale wurde am 27. Juni 1844 durch Papst Gregor XVI. errichtet.

## Bischöfe
- Gerlando Maria Genuardi (21. Juni 1872–4. Juli 1907)
- Giovanni Battista Arista CO (4. November 1907–27. September 1920)
- Salvatore Bella (17. Dezember 1920 – 29. März 1922)
- Fernando Cento (22. Juli 1922–24. Juni 1926)
- Evasio Colli (30. Oktober 1927–7. Mai 1932)
- Salvatore Russo (13. August 1932–8. April 1964)
- Pasquale Bacile (5. Juli 1964–30. November 1979)
- Giuseppe Malandrino (30. November 1979–19. Juni 1998)
- Salvatore Gristina (23. Januar 1999–7. Juni 2002)
- Pio Vittorio Vigo (15. Oktober 2002–26. Juli 2011)
- Antonino Raspanti, seit 26. Juli 2011

## Weblinks

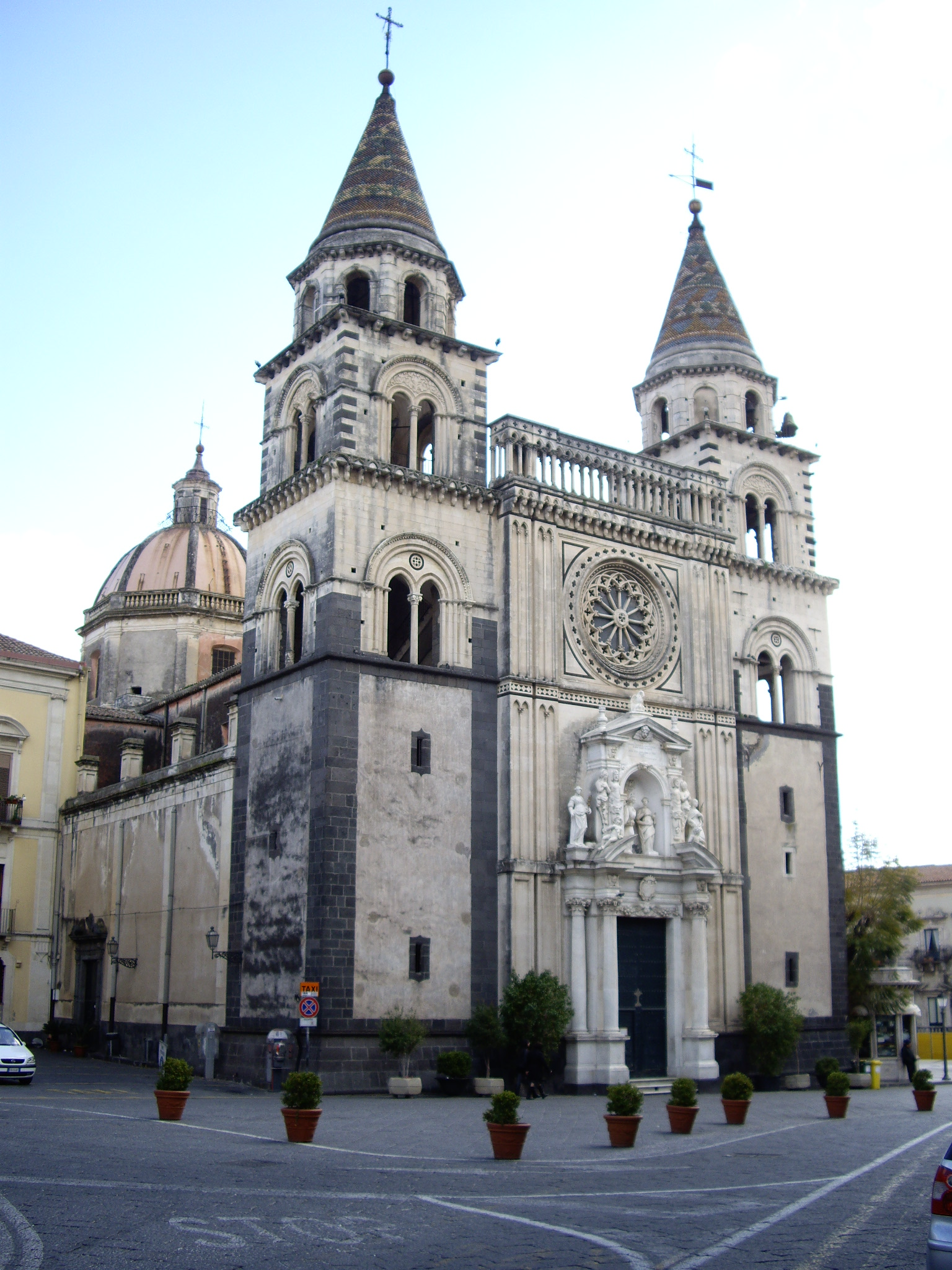
Kathedrale von Acireale